# Laloides disciplenus
Laloides disciplenus är en tvåvingeart som först beskrevs av Walker 1861.  Laloides disciplenus ingår i släktet Laloides och familjen rovflugor. Inga underarter finns listade i Catalogue of Life.